# 野田愛実
野田 愛実（のだ えみ、1993年6月17日 - ）は、日本の女性アーティスト。三重県松阪市出身。

## 経歴
2005年にヤマハ音楽振興会が主催する「TEENS' MUSIC FESTIVAL」でティーンズ大賞を受賞するなど、小学校時代から歌手として活動。その後も数々のコンテストに出場し、グランプリや特別賞を受賞している。中学生頃より作曲を開始。
三重高等学校卒業後、明治大学理工学部建築学科へ進学。東京都の下北沢を中心にライブ活動を始める。2012年にはキングレコードの創業80周年記念オーディション「Dream Vocal Audition」で川部かりん、池田有希と共に特別賞を受賞（グランプリは塩ノ谷早耶香、泉沙世子、上野優華）。
2015年
- 1月に愛知県名古屋市で行われたZIP-FM主催の「ZIP-FM SPOTMUSIC AUDITION」に参加し、グランプリを獲得（準グランプリは風戸蘭七）[7]。

- 9月にZIP-FM内のレーベル・ZIP NEXTから1stミニアルバム『ミライ』をリリース。

2016年
- 1月にBARKS編集部が選ぶ「2016年注目したいガールズバンド10選」に選出される[9]。同大学卒業後は明治大学大学院理工学研究科建築学専攻へ進学[1]。

2017年
- 12月にエフエムナックファイブ「野田愛実のトキメキ一座！」で、視聴者からのメールを元に即興で計50曲を作曲[5]。

- 11月、井口裕香の楽曲「奇跡」の作詞作曲を担当。他アーティストへの楽曲提供はこれが初めてとなった。

2018年
- 3月、明治大学大学院理工学研究科建築学専攻修了[2]。
- 4月よりNHK津放送局製作のローカル番組『まるっと!みえ』のエンディングテーマを担当。

2019年
- 2月、ZIP-FMで彼女がナビゲートしていた『Girl's Latte』の終了を発表。
- 3月にZIP-FM18階サロンで、「Girl's Latte スペシャルライブ&トーク #じっぷなのだ」と題して最終回の公開録音を実施。3月22日放送の『Girl's Latte』のオープニングは、この公開録音終了直後の音声が放送された。3月29日の最終回には、3月21日実施の公開録音の模様を放送。

2020年
- 9月から放送されたアニメ『ふしぎ駄菓子屋 銭天堂』では、オープニングテーマの歌唱を担当[10]。

- 11月からは、自身のYouTube Channelでほぼ毎日カバー曲による動画をアップロードし[5]、総再生回数は7200万回（2024年10月31日現在）を超える。

2021年
- 三重県で行われた国民体育大会「三重とこわか国体・三重とこわか大会」のイメージソング歌唱を担当[11]。

2022年
- エイベックスと契約[3]。

2023年
- 7月14日にプレデビューシングル「ロスタイム」（テレビ朝日新人シナリオ大賞 スペシャルドラマ『拝啓、奇妙なお隣さま』主題歌）をリリースした[12][13]。
- 12月16日リリースされたHey!Say!JUMPのアルバム「PULL UP」収録「キミノミカタ」を作詞、作曲にて楽曲提供。

2024年
- 6月16日・17日には、エイベックスと契約後初となるワンマンフリーライブ『NodaEmi LIVE 2024 “time”』を大阪と東京で開催した[14]。
- 10月1日に公式ファンクラブ「fleur」を開設。
- 10月15日から自身初となるLive Tour「NodaEmi 1st Asia Tour "time"」をスタート。

2025年
- 7月23日、1stアルバム『blue』を発売[15]。また25日から11月23日まで、アルバムを引っ提げたツアー『EMI NODA Asia Tour 2025 “blue”』（全6公演）を開催。ツアー初日となった上海公演では900人を集客し、チケット・ソールドアウトとなった[16]。

## ディスコグラフィ

### 配信限定シングル
| 発売日         | タイトル                                                    |
| -------------- | ----------------------------------------------------------- |
| 2016年10月2日  | タイムトラベラー                                            |
| 2016年6月4日   | 夏のせい                                                    |
| 2017年10月1日  | Happy Smile                                                 |
| 2018年7月27日  | 「ただいま」と一緒に                                        |
| 2019年4月17日  | あまくてにがい cw/泣くなライバル                            |
| 2019年7月24日  | シンデレラは転ばない cw/ダイヤモンドサマー                  |
| 2019年11月13日 | キャンバス from 「FM AXIA from Galaxy Radio Station」       |
| 2020年2月26日  | サクラヒラリ cw/ジャスミンは何も知らない                    |
| 2020年8月14日  | 奇想天外ふしぎをどうぞ(アニメサイズ)                        |
| 2020年9月2日   | そうでしょ -Boy Side-                                       |
| 2020年9月2日   | そうでしょ -Girl Side-                                      |
| 2021年6月30日  | サクラ色の空に cw/SAKURAIRONO SORANI (Korean Version)       |
| 2021年7月28日  | 8つ上のあなたに恋をした cw/マーメイドは絶対焼かない         |
| 2021年8月25日  | 私の顔が嫌い cw/王子様は探さない                            |
| 2021年10月27日 | この恋の捨て方 cw/世界は2番目に美しいのは                   |
| 2022年1月31日  | 導火線タイムリミット                                        |
| 2023年3月21日  | どうして (Acoustic Remix) / RINZO, 高瀬統也、野田愛実       |
| 2023年4月1日   | I can't stop loving you (Remix) / RINZO, 高瀬統也、野田愛実 |
| 2023年7月14日  | ロスタイム                                                  |
| 2023年8月16日  | yourself                                                    |
| 2023年10月18日 | hands                                                       |
| 2024年2月21日  | bae                                                         |
| 2024年5月2日   | butterfly effect                                            |
| 2024年10月14日 | ties                                                        |
| 2024年10月31日 | 明日                                                        |
| 2025年3月7日   | TSUBOMI                                                     |

### EP
| 発売日         | タイトル            |
| -------------- | ------------------- |
| 2022年9月28日  | THE COVERS EP Vol.1 |
| 2022年10月26日 | THE COVERS EP Vol.2 |
| 2022年11月30日 | THE COVERS EP Vol.3 |
| 2023年1月4日   | THE COVERS EP Vol.4 |
| 2024年2月7日   | THE COVERS EP vol.5 |

### ミニアルバム
|     | 発売日         | タイトル | 規格品番  |
| --- | -------------- | -------- | --------- |
| 1st | 2015年9月30日  | ミライ   | ZINE-1010 |
| 2nd | 2016年12月7日  | 時間旅行 | ZINE-1017 |
| 3rd | 2017年11月29日 | You&I    | ZINE-1020 |

### アルバム
|     | 発売日        | タイトル | 規格品番   |
| --- | ------------- | -------- | ---------- |
| 1st | 2025年7月23日 | blue     | AVCD-63728 |

## タイアップ
| 使用楽曲               | タイアップ                                                                                               |
| ---------------------- | --- |
| タイムトラベラー       | 三重テレビ放送『とってもワクドキ!』エンディングテーマ（2017年4月3日 - 4月14日）                          |
| 未来に響け             | 2021年国民体育大会『三重とこわか国体・三重とこわか大会』イメージソング                                   |
| 「ただいま」と一緒に   | NHK津放送局『まるっと！みえ』エンディングテーマ（2018年4月2日 - ）                                       |
| 奇想天外ふしぎをどうぞ | アニメ『ふしぎ駄菓子屋 銭天堂』オープニングテーマ 映画（2020年8月14日 - ）/ NHK Eテレ（2020年9月8日 - ） |
| おかえり               | NHK BSプレミアム『釣りびと万歳』挿入歌                                                                   |
| ロスタイム             | テレビ朝日ドラマ『拝啓、奇妙なお隣さま』主題歌                                                           |
| yourself               | テレビ東京系 ドラマプレミア23『やわ男とカタ子』エンディングテーマ                                        |
| hands                  | BSテレビ東京 真夜中ドラマ『猫カレ -少年を飼う-』主題歌                                                   |
| bae                    | テレビ東京 木ドラ24『ナースが婚活』エンディングテーマ                                                    |
| butterfly effect       | 読売テレビ・日本テレビ 木曜ドラマ『約束 〜16年目の真実〜』主題歌                                         |
| ties                   | アニメ『FAIRY TAIL 100年クエスト』エンディングテーマ                                                     |
| 明日                   | フジテレビ系 木曜劇場『わたしの宝物』主題歌                                                              |
| TSUBOMI                | テレビ朝日 ドラマプレミアム 山崎豊子生誕100年記念『花のれん』主題歌                                      |
| 衝動                   | テレビアニメ『神統記（テオゴニア）』オープニングテーマ                                                   |

## 楽曲提供
| アーティスト   | 曲名                 | 作詞     | 作曲     | 編曲     | リリース日     | 収録      |
| -------------- | -------------------- | -------- | -------- | -------- | -------------- | --------- |
| 井口裕香       | 奇跡                 | 野田愛実 | 野田愛実 | 倉内達矢 | 2017年11月15日 | Love      |
| 井口裕香       | デザートを前にして   | 野田愛実 | 野田愛実 | 渡辺拓也 | 2018年5月23日  | UNLOCK    |
| 井口裕香       | 幸せなケーキの作り方 | 野田愛実 | 野田愛実 | 前口渉   | 2018年11月21日 | 革命前夜  |
| Hey! Say! JUMP | キミノミカタ         | 野田愛実 | 野田愛実 | Hiromu   | 2023年12月6日  | PULL UP！ |

## 出演

### ラジオ
- ZIP-FM『Girl's Latte』77（2015年4月5日 - 2019年3月29日）
- FM NACK5『野田愛実のトキメキラッシュアワー』（2016年10月5日 - 2017年3月29日：毎週水曜）
- FM NACK5『野田愛実のトキメキ一座』（2017年4月5日 - 2018年3月28日：毎週水曜）

### ライブ
- SAKAE SP-RING（2017年6月3日）

### その他
- YouTube Music Weekend vol.5（2022年5月7日）[29]